# Aschat Szacharow
Aschat Bierleszewicz Szacharow (ros. Асхат Берлешевич Шахаров; ur. 3 października 1978, Akbułak) – kazachski judoka. Olimpijczyk z Sydney 2000, gdzie zajął dziewiąte miejsce w wadze półlekkiej.
Brązowy medalista mistrzostw świata w 2001; uczestnik zawodów w 2003. Startował w Pucharze Świata w latach 1999-2002 i 2004. Siódmy na igrzyskach azjatyckich w 2002. Wicemistrz Azji w 2000 roku.

## Letnie Igrzyska Olimpijskie 2000
| Konkurencja | Eliminacje              | Eliminacje               | Klas. końcowa |
| Konkurencja | Przeciwnik I            | Przeciwnik II            | Miejsce       |
| ----------- | ----------------------- | ------------------------ | ------------- |
| 73 kg       | Witalij Makarow (RUS) Z | Hennadij Biłodid (UKR) P | 9.            |